# Quarto chinês
O argumento do quarto chinês, avançado por John Searle em 1980, pretende mostrar que a implementação de um programa de computador não é por si só suficiente para a instanciação, por parte dos computadores, de estados mentais genuínos. Searle ataca assim uma tese central no projecto de investigação que denomina de Inteligência Artificial forte: um computador adequadamente programado tem estados cognitivos genuínos. Para refutar esta tese, Searle elabora uma experiência mental com o objectivo de mostrar um computador adequadamente programado a executar o seu programa e no entanto não há qualquer cognição relevante.
Searle propõe que a pesquisa em Inteligencia Artificial avançou de forma que exista um programa que se comporta como se entendesse chinês e que o faça tão bem como qualquer falante nativo de chinês e portanto indistinguível destes nesta habilidade (Que passasse então o Teste de Turing para falar chinês).
Searle se imagina fechado num quarto, onde há caixas com símbolos chineses, um livro em português, onde está escrito o programa de computador para falar chinês, e uma entrada no quarto, para os inputs e outputs. Ele, fechado no quarto, está a executar o programa de computador; de vez em quando são introduzidos no quarto uma série de símbolos, que são as perguntas feitas pelos falantes de chinês fora do quarto. Ao recebê-las, consulta o livro, o programa, e pegando em outros tantos símbolos, fazendo as respostas chegarem fora do quarto. Para as pessoas fora do quarto, como ele está a implementar o programa que fala chinês, são de facto indistinguíveis de um falante nativo, mas dentro do quarto, mesmo depois de correr o programa, continua sem entender uma palavra. Mas, pergunta-se Searle, se ele dentro do quarto não tem qualquer compreensão de chinês, como pode um computador a implementar o mesmo programa compreender chinês? 

## Objeções

### Resposta dos Sistemas
A alegação do argumento de sistemas é que, embora o homem no quarto não entende chinês, ele não é o todo do sistema, ele é simplesmente uma parte de todo o sistema, como um único neurônio em um cérebro humano (este exemplo de um único neurônio foi usado por Herbert Simon). A AI forte não alega que a CPU, por si só seria capaz de entender. É todo o sistema que entende. Mas a resposta não funciona porque, todo o sistema (toda a sala em que o homem se encontra), não tem como sair da sintaxe do programa implementado para a semântica real (ou conteúdo ou significado intencional) dos símbolos chineses . O homem no quarto não tem nenhuma maneira de compreender os significados dos símbolos chineses das operações do sistema, mas também nem o sistema completo pode fazer. O princípio de que a sintaxe não é suficiente para a semântica é válido tanto para o homem e para todo o sistema.

### Resposta da Mente Virtual
Minsky, Sloman e Croucher (1980) sugeriram a resposta da Mente Virtual quando o argumento de quarto chinês apareceu pela primeira vez. De acordo com a 'RMV' o erro no argumento do Quarto Chinês é fazer com que a alegação da AI forte  seja  "o computador entende chinês" ou "o sistema entende chinês". O ponto chave em questão para a AI deve ser simplesmente se "o computador que executa o programa, cria compreensão do chinês". Perlis (1992), Chalmers (1996) e Ned Block (2002) têm versões de uma resposta de Mente Virtual aparentemente endossando esse argumento. Searle responde a essa objeção ressaltando o fato de que ele poderia, ao invés de ficar dentro da sala, memorizar o livro de regras e todos os símbolos, no entanto, mesmo tendo todos estes dados dentro de sua cabeça, ele ainda não seria capaz de criar em si mesmo a compreensão de língua chinesa.

" Símbolos formais por eles somente não podem nunca serem o bastante para os conteúdos mentais, porque os símbolos, por definição, não têm significado (ou interpretação, ou semântica), exceto na medida em que alguém fora do sistema lhes dá ". John Searle Artificial Intelligence and the Chinese Room: An Exchange

### Resposta do robô
A resposta do robô admite Searle estar certo sobre um computador preso no quarto chinês não poder entender a linguagem, ou saber o que as palavras significam. A resposta do robô responde ao problema de saber o significado da palavra chinesa para o exemplo de hambúrguer,  algo que Searle disse que o ser humano do quarto chinês não saberia. Parece razoável afirmar que nós sabemos o que um hambúrguer é porque temos visto um, e talvez até mesmo tenhamos feito um, ou provado um, ou pelo menos, ouvido falar sobre hambúrgueres e entendemos o que eles são, relacionando-as coisas que nós sabemos por ver, fazer, e degustar. Dado que esta é a forma como se poderia vir a saber o que hambúrgueres são, a resposta do robô sugere que nós colocamos um computador digital em um corpo de robô, com sensores, tais como câmeras de vídeo e microfones, e adicionar efetores, como rodas para se movimentar, e braços para manipular coisas. Tal robô, um computador com um corpo, poderia fazer o que a criança faz, aprender vendo e fazendo. A resposta do robô sustenta que um computador, tal computador digital no corpo de um robô, livre da sala, poderia anexar significados aos símbolos e realmente entender a linguagem natural.
Uma grande quantidade de filósofos,  Margaret Boden, Tim Crane, Daniel Dennett, Jerry Fodor, Stevan Harnad, Hans Moravec, Georges Rey e César Schirmer dos Santos, aprovaram versões desta resposta em um momento ou outro.
A resposta do robô é efetivemente um apoio ao "conteúdo amplo e estreito", ou "semântica externalistas". Esse argumento pode concordar com Searle que sintaxe e as conexões de internas são insuficientes para a semântica, mantendo que as adequadas conexões causais com o mundo, pode fornecer conteúdo aos símbolos internos. Searle não cre que essa resposta ao argumento de quarto chinês é mais forte do que a resposta de sistemas e diz que a resposta do robô é uma variação básica do behaviorismo pavloviano e skinneriana; tudo o que o indivíduo é por causa do condicionamento. Para Searle, tudo o que os sensores de fazem é fornecerem contribuições adicionais para o computador e ele irá ser apenas entrada sintática. Ele diz que podemos ver isso através de uma alteração paralela ao cenário quarto chinês, supondo que o homem no quarto chinês recebe, além dos caracteres chineses passou por baixo da porta, uma corrente de dígitos binários que aparecem, por exemplo, em uma fita telegráfica de papél em um canto da sala. Os livros de instruções são aumentados para usar os algarismos a partir da fita como "input" de entrada, junto com os caracteres chineses. Sem o conhecimento do homem na sala, os símbolos na fita são saídas de dados digitalizados de uma câmera de vídeo (e possivelmente outros sensores).
Searle argumenta que "input" sintático adicional não fará nada para permitir que o homem possa associar significados aos caracteres chineses. É apenas mais trabalho para o homem no quarto. O argumento de Searle é que enquanto o único processamento de informação que está acontecendo consiste inteiramente da manipulação de símbolos baseado unicamente em suas propriedades formais (a saber: sua forma e posição.), então não há nenhuma "compreensão" presente e, Searle alerta, que o fato de estar causalmente ligado até para um hambúrguer nos dá nada mais do que uma binária não interpretada sequência de 0s e 1s., que nos dá nada para anexar significados aos símbolos ou entender a linguagem natural.

### Resposta do simulador de cérebro
Considere um computador que funciona de uma maneira muito diferente do que o programa de inteligência artificial normal com scripts e as operações nas cadeias de frases do tipo de símbolos. A resposta do simulador de cérebro  nos pede para supor, ao invés, um programa que simula a seqüência real de disparos nervosos (cada nervo, cada disparo) que ocorrem no cérebro de um orador nativo da língua chinesa quando essa pessoa entende chinês. Uma vez que o computador trabalha da mesma maneira como o cérebro de um nativo chinês e o processamento de informações são feita exatamente da mesma maneira, ele vai entender chinês.
Searle argumenta que não faz diferença se computador trabalha da mesma maneira como o cérebro da pessoa que entende chinês e sugere uma variação sobre o cenário simulador de cérebro: suponha que no quarto o homem tem um enorme conjunto de válvulas e tubulações de água, na mesma disposição exata como os neurônios no cérebro de um nativo falante de chinês. O programa agora diz ao homem que as válvulas para abrir em resposta à entrada. Searle afirma que é óbvio que não haveria nenhuma compreensão do chinês.  Searle conclui que uma simulação da atividade cerebral ou de um avião em vôo não é a coisa real. Quando você pilota um simulador de vôo, você não está realmente voando. Paul e Patricia Churchland estabeleceram uma resposta ao longo das linhas da operação causal do sistema simulador de cérebro.
Na resposta do "Quarto Luminoso" Paul e Patricia Churchland atacam os três pilares do sala chinesa:
1. Programa de computador são formais (sintática)
2. As mentes humanas têm conteúdos mentais (semântica)
3. Sintaxe por si só não é nem constitutiva nem suficiente para a semântica

Os Churchlands fazem uma construção paralela para apontar o erro de pensamento de Searle:
1. Eletricidade e Magnetismo são forças.
2. A propriedade essencial da Luz é luminância
3. Forças por si só não são nem constitutiva nem suficiente para a Luz.

O Quarto Luminoso coloca duas afirmações verdadeiras juntas, e tenta retirar uma terceira que é verdade. O problema, aponta correntamente Searle, é  que "Eletricidade e Magnetismo não são nem constitutiva nem suficiente para luminância" não é uma afirmação verdadeira.